# Indument

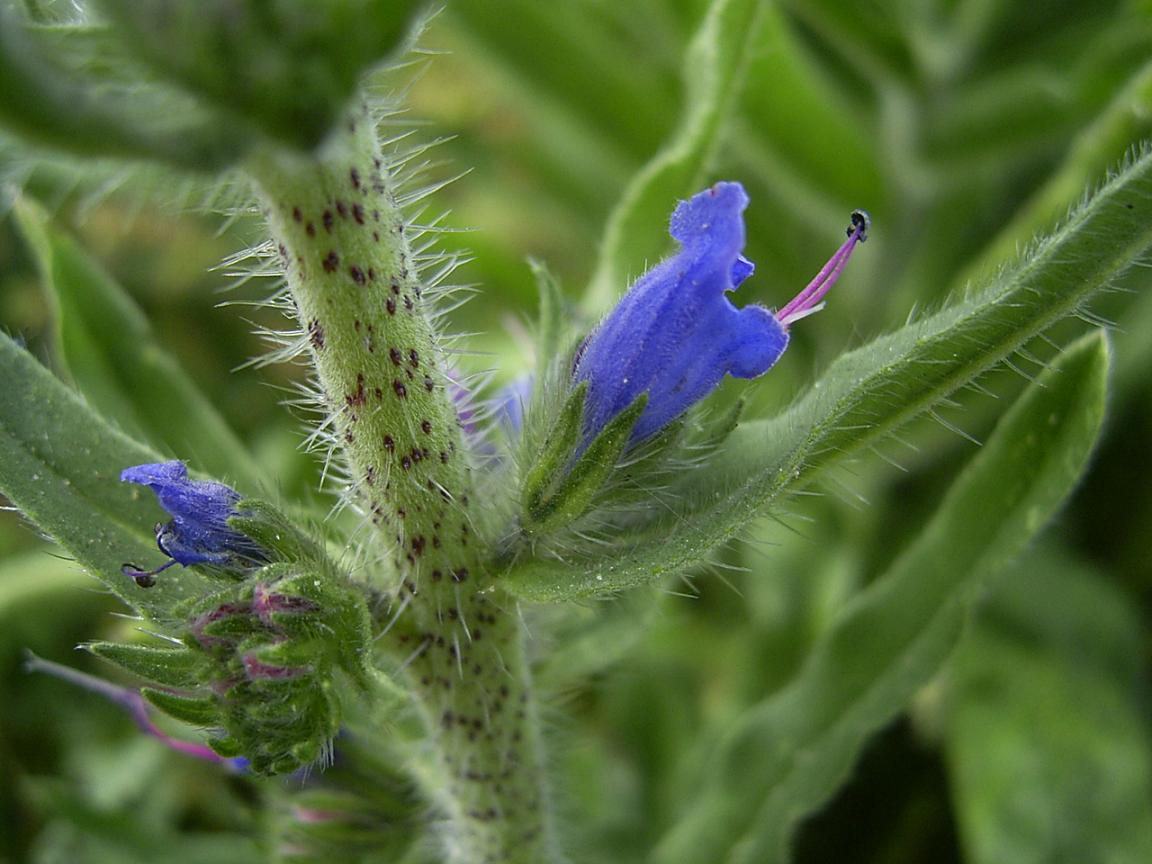
L'indumentum d'Echium vulgare.

En botanique, un indument,,, ou indûment,, (du latin : indumentum), est sur une plante toute couverture, dense ou éparse, généralement constituée de poils, ou d'écailles, etc..
C'est également la couverture de poils que l'on observe chez certains insectes, ou de trichomes chez les plantes.

## Types d'induments
Certains types d'induments reçoivent un nom précis :
- indument arachnoïde : indument formé de poils entrecroisés ;
- indument écailleux : type d'indument présentant de petits disques plans ;
- tomentum : indument formé de poils mous, serrés, couchés et entrecroisés, recouvrant et cachant quasi entièrement le support.